# NGC 911
NGC 911 ist eine elliptische Galaxie vom Hubble-Typ E5 im Sternbild Andromeda am Nordsternhimmel. Sie ist schätzungsweise 264 Millionen Lichtjahre von der Milchstraße entfernt und hat einen Durchmesser von etwa 100.000 Lj. 
Im selben Himmelsareal befindet sich u. a. die Galaxie NGC 909.
Das Objekt wurde am 30. Oktober 1878 von dem französischen Astronomen Édouard Stephan entdeckt.